# 1872年逝世人物列表
1872年逝世人物列表：1月 - 2月 - 3月 - 4月 - 5月 - 6月 - 7月 - 8月 - 9月 - 10月 - 11月 - 12月
下面是1872年逝世的知名人士列表。

## 1月

### 1月7日
- 大吉姆·菲斯克，美國金融家

### 1月9日
- 亨利·哈萊克，美國將軍

### 1月13日
- 威廉·斯坎普，英國建築師和工程師[1]

### 1月21日
- 法蘭茨·格裡帕澤，奧地利作家

## 2月

### 2月4日
- 约翰·L·伯恩斯，1812年戰爭的美國退伍軍人，美國內戰期間聯邦軍的平民戰鬥員。

## 3月

### 日期不詳
- 墨卡托·庫珀，美國船長

### 3月8日
- 普莉希拉·蘇珊·伯里，英國植物學家

### 3月11日
- 艾米麗·泰勒，英國女教師

### 3月12日
- 曾国藩，中國官員、軍事將領和儒家學者

### 3月15日
- 喬納森·萊特曼（Jonathan Letterman），美國外科醫生，戰地醫學之父。

### 3月20日
- 威廉·溫特沃斯，澳大利亞探險家

## 4月

### 4月1日
- 弗雷德里克·莫裡斯，英國神學家
- 雨果·馮·莫爾，德國植物學家

### 4月2日
- 撒母耳·莫爾斯，美國發明家

### 4月16日
- 阿道夫·馮·博寧，普魯士將軍

## 6月

### 6月4日
- 斯坦尼斯瓦夫·莫尼烏什科，波蘭作曲家
- 约翰·鲁道夫·托尔贝克，荷蘭政治家

### 6月20日
- 埃利·弗雷德里克·福雷，法國元帥

## 7月

### 7月15日
- 瑪麗·伊莉莎·赫伯特，加拿大出版商和作家

### 7月18日
- 墨西哥總統贝尼托·华雷斯（1858-1872），心臟病發作[2]

## 9月

### 9月1日
- 羅伯特·格雷，開普敦第一任主教

### 9月10日
- 阿夫拉姆·揚庫，羅馬尼亞特蘭西瓦尼亞叛亂分子

### 9月13日
- 路德维希·费尔巴哈，德國哲學家

### 9月18日
- 瑞典和挪威國王卡爾十五世
- 安娜·瑪麗亞·馬丁內斯·德·尼塞爾，哥倫比亞女英雄、作家

## 10月

### 10月4日
- 弗拉基米尔·达尔，俄羅斯詞典編纂者

### 10月10日
- 威廉·H·苏厄德，美國第24任國務卿

### 10月23日
- Théophile Gautier，法國作家

### 10月25日
- 威廉·F·約翰斯頓，美國政治家

## 11月

### 11月6日
- 乔治·米德，美國內戰將軍

### 11月23日
- 英國殖民地行政長官、第四任香港總督寶寧

### 11月28日
- 玛丽·萨默维尔，英國數學家

### 11月29日
- 霍勒斯·格里利，美國報紙編輯，民主黨總統候選人

## 12月

### 12月15日
- 本傑明·迪斯雷利的妻子比肯斯菲爾德夫人

### 12月31日
- 阿莱克西斯·基维，芬蘭民族作家[3]